# Thorismund nyugati gót király
Thorismund (419? – 453) nyugati gót király 451-től haláláig.

## Élete
I. Theuderich legidősebb fiaként született. Részt vett a mauriacumi csatában a vizigót sereg vezére, megsebesült, lováról levetették. Édesapja eleste miatt még a csatamezőn királlyá kiáltották ki népe ősi szokása szerint pajzsra emelve. Azonnal Toulouse-ba sietett, nehogy a trón elfoglalásában testvérei megelőzzék, ami Attilának lehetővé tette a háborítatlan visszavonulást. Mindazáltal ezek, név szerint Theodorich és Friderich, titkos lázadást készítettek elő, mely Thorismundot kétévi uralkodás után megfosztotta trónjától. Éppen betegen feküdt palotájában – a római nagyvárosban, Arelate/Arles-ban vendégeskedve, – amikor az összeesküvők betörtek szobájába, és tőrdöfésekkel legyilkolták.